# دوجيسة إيرانية
دوجيسة إيرانية (الاسم العلمي:Dugesia iranica) هي نوع من الحيوانات تتبع جنس الدوجيسة من فصيلة الدوجيسات.